# 多秆鹅观草
多秆鹅观草（学名：Roegneria multiculmis）为禾本科鹅观草属下的一个种。为缘毛鹅观草 Elymus pendulinus (Nevski) Tzvelev的异名。

## 扩展阅读
- 維基物種上的相關：多秆鹅观草